# Eduard Heldberg
Eduard Heldberg (* 1. Juli 1829 in Hannover; † 4. September 1891 in Trier) war ein deutscher Architekt und hannoverscher bzw. preußischer Baubeamter.

## Leben

### Familie
Eduard Heldberg war der Schwager des Architekten Christian Heinrich Tramm und damit auch verwandt mit dem hannoverschen Stadtdirektor Heinrich Tramm.

### Werdegang
Eduard Heldberg studierte von 1845 bis 1849 an der Polytechnischen Schule Hannover und gilt als Vertreter des Rundbogenstil. Nachdem er bis 1859 als Landbau-Eleve in Northeim tätig gewesen war, wurde er in Hannover unter seinem Schwager Heinrich Christian Tramm zunächst Bauführer und nach dem Tode Tramms 1861 alleiniger Bauleiter für das Welfenschloss.
Nach einer Idee von Tramm entwarf und erbaute Heldberg den heute noch teilweise erhaltenen Marstall beim Welfenschloss, der später als Stall für die Königs-Ulanen diente.
Neben anderen Gebäuden entwarf und erbaute Heldberg etwa in der Königstraße das (nicht erhaltene) Haus Bernstorff für Christian Bernstorff (* 24. Dezember 1794; † 7. April 1869), den Mitbegründer der königlichen Hofbronzegießerei Bernstorff & Eichwede.
Nach der Annexion des Königreichs Hannover trat Heldberg in den preußischen Staatsdienst ein und wirkte seit 1873 insbesondere in Minden.
1877 und später war Heldberg von 1887 bis 1891 in Trier tätig, wo er ab 1883 die Restaurierung des Trierer Doms leitete. Zuletzt stieg Heldberg zum Geheimen Regierungs- und Baurat auf.

## Werk

### In Hannover
- 1857–1866 (anfangs gemeinsam mit Christian Heinrich Tramm): Welfenschloss[1] (erste Teile, heute zum Hauptgebäude der Universität Hannover zugehörig)[5]
- Haus Bernstorff, Königstraße (nicht erhalten)[1]

### In Minden
- 1877–1880: Entwurf des Neubaus eines Gymnasiums mit Realschule 1. Ordnung in Minden. (Das Gebäude wird heute von der Domschule (Grundschule) genutzt.)

### In Trier
- ab 1883: Restaurierung des Trierer Doms[1]